# ブラッドフォード・アンド・フォスター・ブルック鉄道
ブラッドフォード&フォスター・ブルック鉄道（ブラッドフォードアンドフォスターブルックてつどう、英: Bradford & Foster Brook Railway）は、かつてアメリカ合衆国ペンシルベニア州にあった、最初期のモノレールの一つである。
ロイ・ストーン大佐は、1876年のフィラデルフィア百周年記念博覧会でのセンテニアル・モノレールのデモンストレーション運転に影響を受け、それがブラッドフォード近くの輸送問題を解消できると考えた。
1876年のブラッドフォードは、配達を待っている機械および石油の供給の価値が数千ドルとなる、急成長している油田の町であった。
非常に泥だらけの道路状況のため、油田への配達が遅れていた。
鉄道会社が設立されたとき、鉄道の建設が1877年10月31日には既に開始されていた。
当鉄道は、一連の杭が地面に打ち込まれており、12インチの角材によって繋がっているその上に、1本のレールが設置されていた。
正確にはレール頭から3フィート下には、両側に横梁があった。
この横梁は、鉄道車両がバランスをとるために車輪が押し付けられたとき、摩耗によるすり減りが生じていた。
道路の横断では、フェンス門のように開閉器として動作していた。
当鉄道のために、様々なエンジンが造られていた。
最初のエンジンは、ツイン・ボイラーを備えており、レールに低く乗っていた。
そのエンジンだと磨耗が激しいため、より一般的なシングル・ボイラー設計の重いエンジンへと取り替えられた。
このエンジンには駆動系が2つあり、レールに重くのしかかっており、当鉄道に沿ったその4回目の往復移動を経て壊れてしまった。
この事故では誰も怪我をしなかったが、数人の人々が彼らの尊厳に対して、若干の危険を伴うこの流れから引き上げさせる必要があった。
そのエンジンが、動作し続けられていたかどうかは不明だが、翌年の初めには、再度ツイン・ボイラーを使用した、3台目の機関車が造られていた。
この3台目の機関車では、中古ボイラーを備えていた。
彼らはこれらの仕様を試験したが、このエンジンの試運転にて、ボイラー1台が空焚きとなり、未熟な消防士によって大量の水が注入されたとき、過剰に発生した蒸気がそのボイラーを爆発させる原因となり、6名が死亡し、そして当鉄道に終止符を打つ結果となった。